# Faryd Mondragón
Faryd Mondragón (1971. június 21. –) kolumbiai labdarúgókapus, korábban hazája válogatottjának 56-szor szerepelt legendás játékosa.
Pályafutása alatt rendkívül sok csapatban fordult meg, s ezzel együtt sok országban, köztük több amerikaiban, franciában, németben és törökben is. A 2014-es brazíliai labdarúgó világbajnokságon a csoportkör utolsó meccsén a japánok ellen a kolumbiai szövetségi kapitány a 85. percben becserélte, ezzel ő lett minden idők legidősebben pályára lépő játékosa 43 év és 3 napos korával a világbajnokság történetében. A kameruni Roger Milla rekordját adta át a múltnak, aki az 1994-es Amerikai Egyesült Államokban rendezett világbajnokságon, szintén a csoportkör utolsó mérkőzésén rohamozta Oroszország ellen a kaput. Ő akkor 42 éves és 39 napos volt, mivel a találkozón gólt szerzett a legidősebb világbajnoki gólszerző titulus megmaradt számára.